# Sanevit
Sanevit Arad este o companie producătoare de aparatură și instrumente medicale din România.
Acțiunile companiei sunt deținute de Ministerul Sănătății, cu 84,70246%, și AVAS, cu 15,29754%.
A fost fondată, în anul 1990 de un grup de nouă societăți comerciale (Arcas, Casttil, Victoria, Inox, Conar, Tiab, TMUCB, Stizo și Consultanți în Afaceri & Asociații), printr-un credit extern garantat de Guvern.
Fabrica a început să producă abia în 1995.
Capacitatea instalată era de 160 de milioane seringi și 520 de milioane ace pe an, dar Sanevit nu a lucrat niciodată la mai mult de 50% din capacitate.
După anul 1998, compania a falimentat datorită datoriilor acumulate în timp.
Ulterior, s-a înființat o nouă societate, Sanevit 2003, curată din punct de vedere financiar, care din iunie 2004 a repornit producția de seringi și ace.
Cifra de afaceri în 2007: 2,2 milioane lei